# السلحبية الشرقية
السلحبية شرقية قرية سورية تتبع ناحية مركز الرقة في منطقة مركز الرقة في محافظة الرقة. بلغ عدد سكانها 1796 نسمة في عام 2004 حسب إحصاء المكتب المركزي للإحصاء.
تقع السلحبية الشرقية غرب مدينة الرقة في سوريا حوالي 25 كلم وهي معروفة باسم (البهاديل) نشاطها الأساسي الزراعة.